# آن ويرل
آن ويرل هي عالمة فلك تدرس حاليا الثقوب السوداء والنجوم الزائفة في معهد علوم الفضاء في بولدر، وبشكل أكثر دقة، تدرس آليات انبعاث الطاقة من الطائرات النسبية بالقرب من الثقوب السوداء في النجوم الزائفة «البعيدة» والنوى المجرية النشطة. تعيش آن في لا كندا فلينتريدج، كاليفورنيا مع زوجها وطفليهما. وتقول آن أنها مفتونة بالثقوب السوداء لأنها تجسد الظروف الأكثر تطرفا في الكون المعروف. طوال حياتها المهنية في المدرسة، كانت الرياضيات والفيزياء دائما المواضيع المفضلة لآن في عمر السابعة عشرة قابلت آن ألمازوك، أستاذة علم فلك في كلية بومونا. سرت آن من معرفتها لزوك وذلك بسبب قلة عدد الفتيات اللاتي يدرسن ويعملن في مجال العلوم والرياضيات وتحديدًا الفلك. منذ عام 2016، تعاونت زوك وويرل على 13 منشورا مختلفا.

## حياتها العملية
ويرل حاليًا باحثة كبيرة في معهد علوم الفضاء في بولدر، متوظفة متعاقدة، وهو المنصب الذي شغلته منذ عام 2006. وقبل هذا التعيين، كانت باحثة في معهد كاليفورنيا للتكنولوجيا (كالتيك) ومختبر الدفع النفاث التابع لوكالة ناسا، منذ عام 2016، كانت إما يُؤلف عنها أو مؤلفة، حيث شاركت في تأليف أكثر من 126 منشورا. في عام 2000، عينت وكالة ناسا ويرل في الفريق العلمي لبعثة قياس التداخلات الفضائية، التي أعيدت تسميتها منذ ذلك الحين باسم SIM Planet-quest، كمحقق رئيسي لأحد المشاريع العلمية الرئيسية العشرة في البعثة. وكانت المرأة الوحيدة التي عينت محققة رئيسية.